# 富山建築・デザイン専門学校
富山建築・デザイン専門学校 （とやまけんちくデザインせんもんがっこう）は、富山県富山市にあった本科2年制の専修学校。設置者は学校法人片山学園。校舎は富山コンピュータ専門学校と合同で使用していた（5~7階などを使用）。校舎内は2007年2月1日より禁煙となった。2012年に富山コンピュータ専門学校と統合し、富山クリエイティブ専門学校となった。
現校舎は1988年に完成。当時はインテックのビルとして使用されていた。
- 最寄り駅はJR北陸本線・富山駅で、徒歩約5分。

## 設置学科
- 建築学科（2年制、定員30名）

校舎は、5階と別館を使用。
- デザイン学科（2年制、定員30名）

校舎は、6、7階を使用。6階はデザイン実習室およびMacintoshの実習室（2つ）があるが、後者は主にMacintoshを使っての授業が実施されている。7階には絵画室とデッサン室があり、手描きによる授業などが実施されている。
また、1年の2学期になるとグラフィックコース、Webデザイナー養成コース、イラストコースに分かれるが、コースの途中変更は可能である。

## 沿革
出典→
- 1969年、富山市中央通りにて『富山デザイナー学院』として開校。
- 1976年、『富山美術工芸専門学校』に改称。
- 1978年、射水郡小杉町（現・射水市）大江に校舎移転。同年「学校法人片桐学園」設立、学校法人許可となる。
- 1996年、校舎を移転（富山コンピュータ専門学校との合同校舎となる）。
- 2001年、『富山建築・デザイン専門学校』に改称。
- 2012年、富山コンピュータ専門学校と統合し、「富山クリエイティブ専門学校」に改称。

## おもな行事
- 4月：入学式、一期授業開始、健康診断
- 5月：企業ガイダンス（片山学園主催）
- 6月：研修旅行（偶数年に関西方面へ、奇数年に東京方面へ向かう）、卒業生座談会
- 9月：インテリアデザインコンクール（建築学科のみ）
- 11月：学園祭、三者懇談、県デザイン展（デザイン学科のみ）
- 2月：進級・卒業制作展
- 3月：卒業式

## 周辺の建物
- 富山駅
- 北日本放送
- タワー111
- ポートラムスクエア
- ボルファートとやま
- オーバードホール